# Evan Tanner
Evan Loyd Tanner (Amarillo, 11 februari 1971 - nabij Palo Verde, 8 september 2008) was een Amerikaans MMA-vechter. Hij was van februari 2005 tot juni 2005 wereldkampioen middengewicht (tot 84 kilo) bij de UFC. Eerder dwong hij ook een titelgevecht af om het UFC-kampioenschap in het lichtzwaargewicht (tot 93 kilo). Dat verloor hij van regerend kampioen Tito Ortiz.

## Carrière
Tanner had vanuit zijn jeugd een achtergrond in worstelen. Hij begon aan verschillende opleidingen die hij niet afmaakte en had een verscheidenheid aan baantjes. Hij debuteerde in april 1997 vervolgens in MMA. Tanner versloeg die dag alle drie zijn tegenstanders en won daarmee het toernooi waar de gevechten deel van uitmaakten. Hij versloeg vervolgens ook Heath Herring, Joe Frailey en Jesse Gonzalez, zijn vierde, vijfde en zesde zege middels submissie (verwurging of houdgreep). Zijn daaropvolgende tweede ontmoeting met Herring mondde uit in zijn eerste nederlaag, ook door middel van submissie.
Tanner bouwde tot december 1998 een reeks op van zestien overwinningen en één verliespartij. Hij debuteerde in januari 1999 vervolgens onder de vlag van de UFC. Die dag won hij van Darrel Gholar, middels submissie (rear naked choke). De Nederlander Leon Dijk was in april van dat jaar de tweede die Tanner versloeg (technische knock-out, TKO), waarna de Amerikaan zijn serie uitbouwde tot 23 zeges in 25 partijen. Daarop gunde de UFC hem een gevecht om de wereldtitel in het lichtzwaargewicht, tegen regerend kampioen Ortiz. Dit vond plaats op 23 februari 2001. Ortiz smeet hem na ruim dertig seconden in de eerste ronde zo hard op de grond dat hij direct knock-out (KO) ging. Tanner herpakte zich met vier overwinningen op rij, maar verloor vervolgens ook binnen één ronde van Rich Franklin (TKO).
Na zijn nederlaag tegen Franklin stapte Tanner over naar het middengewicht. Hierin versloeg hij in zowel zijn eerste (TKO) als zijn tweede gevecht (unanieme jurybeslissing) Phil Baroni. Nadat hij ook van Robbie Lawler won (submissie), gunde de UFC hem opnieuw een titelgevecht, nu om het kampioenschap in het middengewicht. Dit was vacant omdat voormalig titelhouder Murilo Bustamante de UFC had verlaten voor Pride. Deze keer kroonde Tanner zich wel tot kampioen. Op 5 februari 2005 sloeg hij David Terrell na 4,5 minuut in de eerste ronde TKO. De titel verdedigen lukte hem niet. Franklin was inmiddels ook afgedaald naar het middengewicht en onttroonde Tanner in zijn eerstvolgende gevecht, vier maanden later (TKO). Tanner vocht daarna nog vier partijen, waarvan hij er drie verloor. Zijn verlies tegen Kendall Grove (verdeelde jurybeslissing) in juni 2008 bleek zijn laatste wedstrijd.

## Overlijden
Tanner reed in de eerste week van september 2008 op zijn crossmotor het woestijngebied ten westen van Palo Verde in om te gaan kamperen. Terwijl de temperatuur opliep tot 48 °C kwam hij zonder brandstof en water te zitten. Toen de USMC hem vond, was hij al gestorven. Hij overleed officieel als gevolg van hyperthermie.